# Saint-Saury
Saint-Saury (okzitanisch: Sant Sauri) ist eine französische Gemeinde im Département Cantal und in der Region Auvergne-Rhône-Alpes und mit 178 Einwohnern (Stand: 1. Januar 2022). Sie gehört zum Arrondissement Aurillac und zum Kanton Saint-Paul-des-Landes.

## Lage
Saint-Saury liegt etwa 24 Kilometer westsüdwestlich von Aurillac im Zentralmassiv und in der Châtaigneraie. Umgeben wird Saint-Saury von den Nachbargemeinden Siran im Norden, Glénat im Nordosten und Osten,  Roumégoux im Südosten, Parlan im Südsten und Südoen, Labastide-du-Haut-Mont im Süden sowie Sousceyrac-en-Quercy im Westen und Nordwesten.
Der Megalith Le Roc Rôti (auch Rocher du Roc Rôti genannt) liegt nahe Saint-Saury nördlich der D20.

## Bevölkerungsentwicklung
| Jahr                       | 1800 | 1851 | 1901 | 1954 | 1962 | 1968 | 1975 | 1982 | 1990 | 1999 | 2007 | 2019 |
| Einwohner                  | 411  | 621  | 586  | 398  | 354  | 314  | 286  | 250  | 221  | 187  | 201  | 178  |
| Quellen: Cassini und INSEE |      |      |      |      |      |      |      |      |      |      |      |      |

## Sehenswürdigkeiten

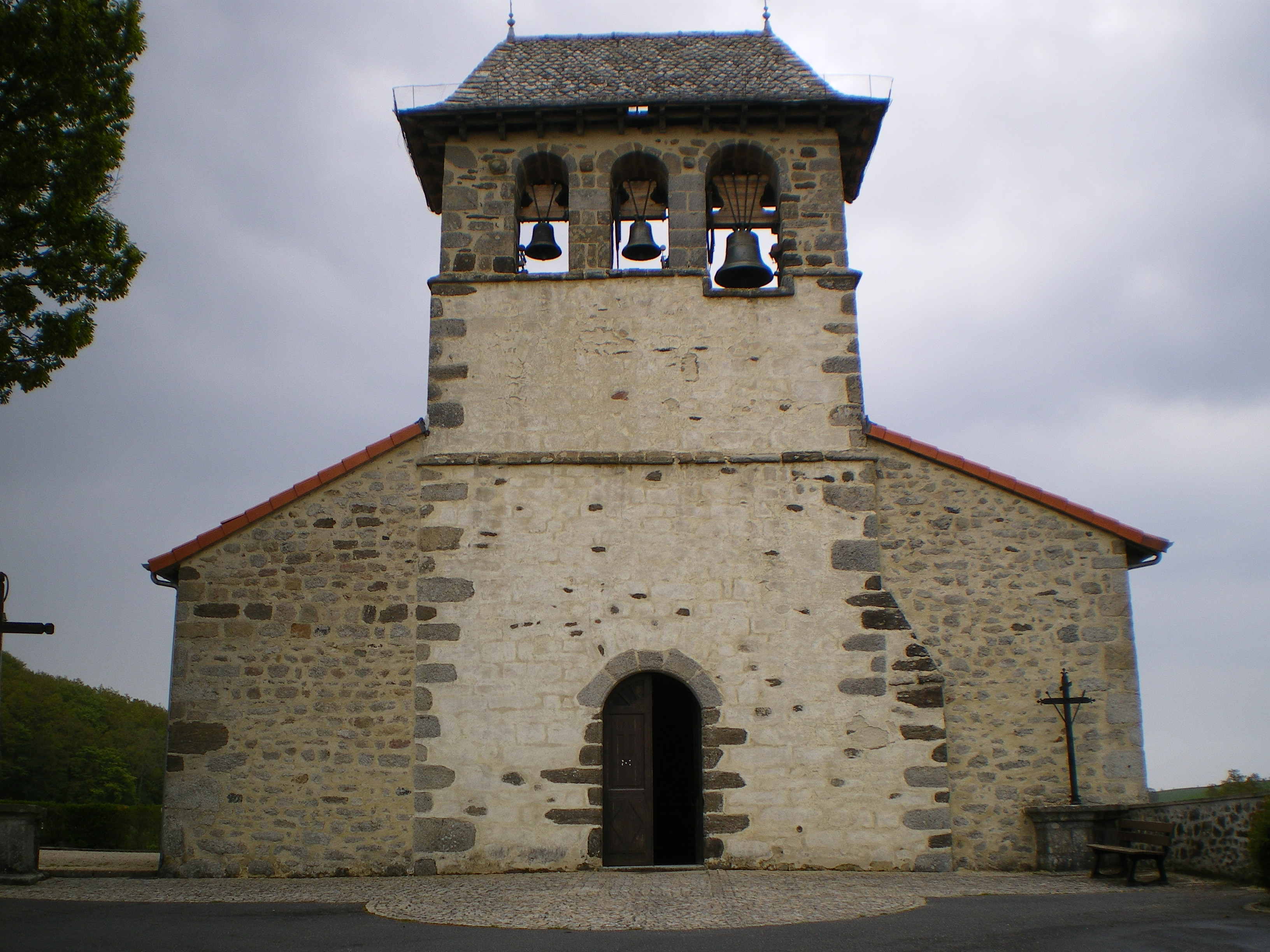
Kirche Saint-Séverin

- Kirche Saint-Séverin